# Kryzys wokół Sądu Najwyższego w Polsce

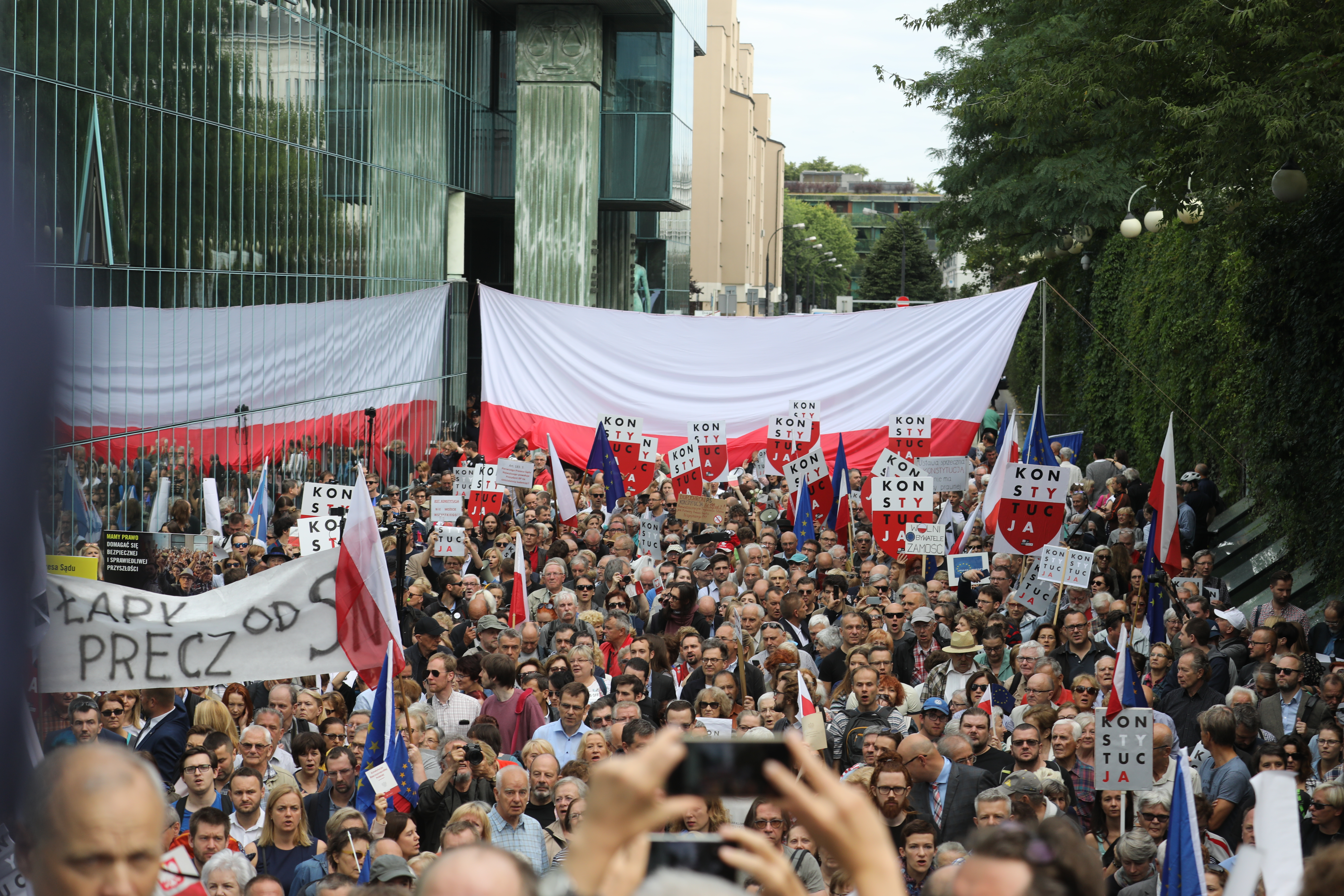
Protest w obronie niezależności Sądu Najwyższego (4 lipca 2018)

Kryzys wokół Sądu Najwyższego w Polsce – zapoczątkowany w 2017 konflikt publiczny dotyczący statusu prawnego Sądu Najwyższego i wymiaru sprawiedliwości w Polsce związany z działaniami partii Prawo i Sprawiedliwość. Jego elementem jest zmiana pozycji prawnej Krajowej Rady Sądownictwa, w tym i trybu wyboru jej członków. Wywołuje on również liczne reperkusje międzynarodowe, m.in. w relacjach Polski z Unią Europejską. Jest związany z powstałym w 2015 kryzysem wokół Trybunału Konstytucyjnego w Polsce. Działania partii Prawo i Sprawiedliwość oraz jej koalicjantów w tym zakresie wywołały w latach 2017–2018 protesty.

## Działania legislacyjne w 2017
20 lipca 2017 Sejm uchwalił na podstawie projektu poselskiego wniesionego 12 lipca 2017 nową ustawę o Sądzie Najwyższym, która przewidywała w szczególności możliwość przeniesienia sędziów SN w stan spoczynku, określała tryb ich powoływania oraz ustalała utworzenie trzech nowych Izb SN. Ustawa wywołała szerokie protesty społeczne. W tym kontekście prezydent Andrzej Duda odmówił 31 lipca 2017 podpisania ustawy i skierował ją do ponownego rozpatrzenia przez Sejm. Weto prezydenta do ustawy o SN skrytykowała premier Beata Szydło, zarzucając Andrzejowi Dudzie hamowanie reformy wymiaru sprawiedliwości.
We wrześniu 2017 prezydent Andrzej Duda skierował do Sejmu projekt nowej ustawy o Sądzie Najwyższym oraz projekt ustawy o zmianie ustawy o Krajowej Radzie Sądownictwa. Projekt dotyczący SN przewidywał wprowadzenie instytucji skargi nadzwyczajnej, która miałaby na celu wzruszanie prawomocnych orzeczeń sądowych, utworzenie Izby Kontroli Nadzwyczajnej i Spraw Publicznych oraz Izby Dyscyplinarnej, zmianę trybu wyłaniania kandydatów na stanowisko sędziego Sądu Najwyższego oraz obniżenie wieku przechodzenia sędziów w stan spoczynku (65. rok życia). Ustawa została uchwalona 8 grudnia 2017 i większość jej przepisów weszła w życie 3 kwietnia 2018.
Pierwsza Prezes Sądu Najwyższego Małgorzata Gersdorf w listopadzie 2017 przedstawiła prezydentowi, marszałkom Sejmu i Senatu oraz przewodniczącym klubów i kół parlamentarnych własny projekt ustawy o Sądzie Najwyższym. Przewidywał on m.in. powołanie Izby Dyscyplinarnej SN złożonej z 11 sędziów wybieranych przez prezydenta spośród sędziów SN oraz 11 ławników wybieranych przez Sejm. Ławnicy mieli być wybierani spośród kandydatów zgłoszonych przez organizacje liczące co najmniej 10 tysięcy osób, w tym przez stowarzyszenia, przedstawicieli pracowników, pracodawców, grup obywateli, Kościół katolicki i inne związki wyznaniowe. Projektowi nie nadano dalszego biegu.

## Sprawa przejścia w stan spoczynku Pierwszej Prezes SN i innych sędziów

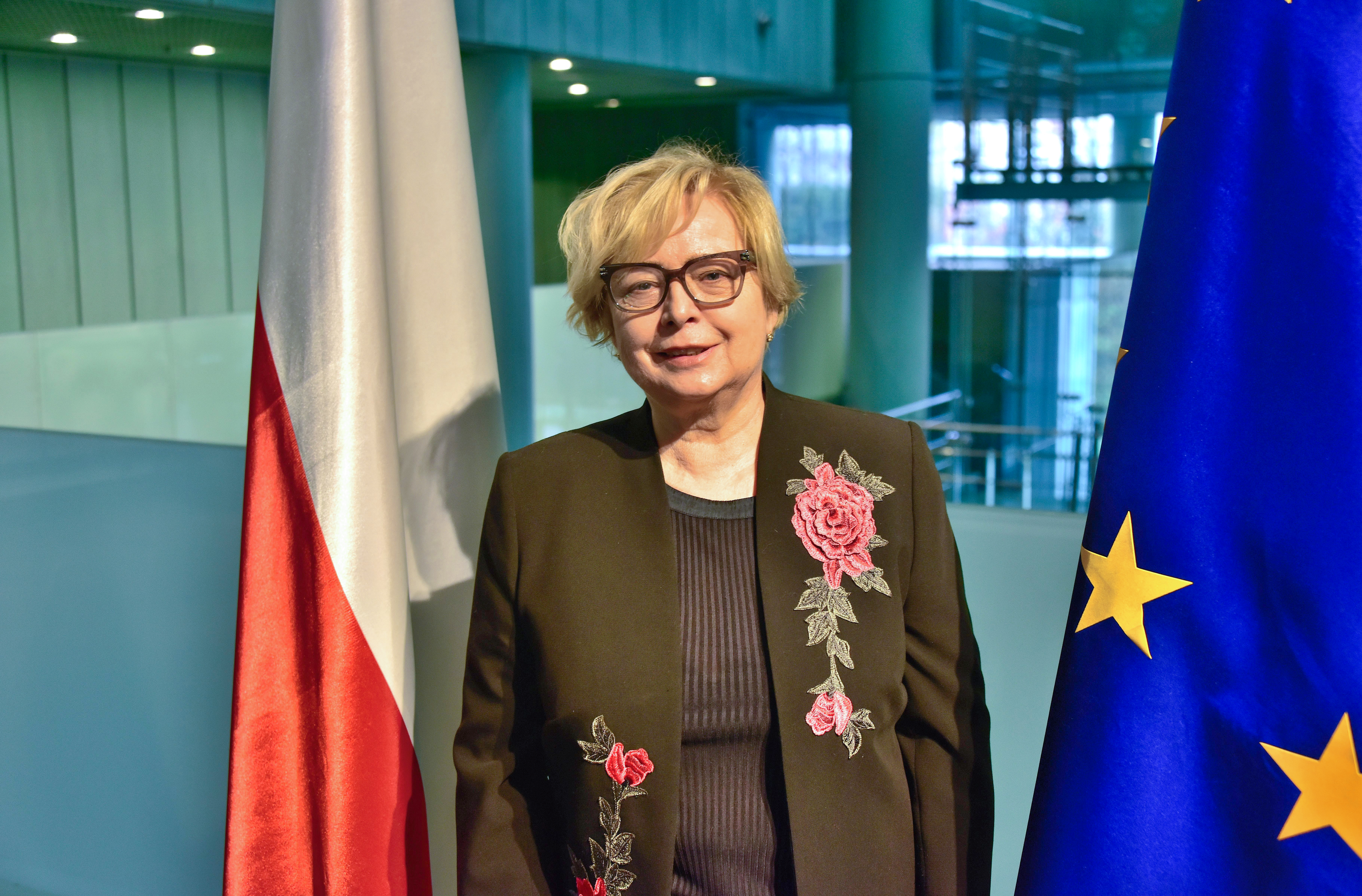
Małgorzata Gersdorf, Pierwsza Prezes Sądu Najwyższego

Wobec perspektywy wejścia w życie 3 lipca 2018 przepisów dotyczących przejścia w stan spoczynku sędziów SN, którzy osiągnęli 65. rok życia, Zgromadzenie Ogólne Sądu Najwyższego 28 czerwca 2018 podjęło uchwałę, w której stwierdza: „My, sędziowie Sądu Najwyższego, uczestniczący w Zgromadzeniu Ogólnym Sędziów Sądu Najwyższego w dniu 28 czerwca 2018 roku, pamiętając o złożonym ślubowaniu sędziowskim i wierni Konstytucji RP, która jest najwyższym prawem Rzeczypospolitej Polskiej, stwierdzamy, że sędzia Sądu Najwyższego Małgorzata Gersdorf pozostaje – zgodnie z bezpośrednio stosowanym art. 183 ust. 3 Konstytucji RP (art. 8 ust. 2 Konstytucji RP) – do dnia 30 kwietnia 2020 roku Pierwszym Prezesem Sądu Najwyższego, kierującym instytucją, w której pełnimy naszą służbę społeczeństwu.” W drugiej uchwale podjętej w trakcie tego samego Zgromadzenia nastąpiło odniesienie do kwestii przejścia w stan spoczynku innych urzędujących sędziów SN i stwierdzono w niej, że regulacja zawarta w art. 111 par. 1 ustawy o Sądzie Najwyższym stanowi „oczywiste naruszenie przez władzę ustawodawczą jednej z podstawowych gwarancji niezależności sądownictwa i już w najbliższym czasie istotnie zakłóci normalne funkcjonowanie sądów”. Według stanowiska Zgromadzenia Ogólnego SN, jak to przedstawił rzecznik prasowy SN Michał Laskowski, ustawa o Sądzie Najwyższym z 8 grudnia 2017 jest bezskuteczna wobec biegu kadencji Pierwszej Prezes SN: „Uznajemy, że nie można, zgodnie z regułami obowiązującymi w prawie, nie można w trybie ustawy, zmieniać jasnej, kategorycznej i pełnej normy, wynikającej wprost z konstytucji. Tam kadencja I prezesa SN została uregulowana i zgodnie z zasadami prawodawstwa obowiązuje zakaz regulowania tej samej materii w drodze ustawy, a więc aktu, który zawsze powinien być zgodny z konstytucją”.
Określona ustawowo przesłanka osiągnięcia 65. roku życia odnosiła się do następujących urzędujących sędziów Sądu Najwyższego:
- Izba Wojskowa: Marian Buliński, Jan Bogdan Rychlicki, Jerzy Steckiewicz
- Izba Pracy, Ubezpieczeń Społecznych i Spraw Publicznych: Małgorzata Gersdorf, Beata Gudowska, Józef Iwulski, Jerzy Kuźniar, Zbigniew Myszka, Krzysztof Rączka, Andrzej Wróbel
- Izba Karna: Krzysztof Cesarz, Henryk Gradzik, Przemysław Kalinowski, Rafał Malarski, Andrzej Siuchniński, Józef Szewczyk, Stanisław Zabłocki
- Izba Cywilna: Mirosław Bączyk, Józef Frąckowiak, Jacek Gudowski, Wojciech Katner, Marian Kocon, Anna Kozłowska, Zbigniew Kwaśniewski, Anna Owczarek, Henryk Pietrzkowski, Krzysztof Pietrzykowski, Maria Szulc, Bogumiła Ustjanicz, Hubert Wrzeszcz, Mirosława Wysocka, Kazimierz Zawada[9]

Zamierzone przez twórców nowej ustawy o Sądzie Najwyższym usunięcie sędziów ze względu na osiągnięcie 65. roku życia miało mieć następujący skutek w ramach poszczególnych izb SN:
- Izba Wojskowa: 3 sędziów spośród 6 (50%)
- Izba Cywilna: 16 spośród 30 (53%)
- Izba Karna: 7 spośród 26 (27%)
- Izba Pracy, Ubezpieczeń Społecznych i Spraw Publicznych: 7 spośród 20 (35%)[9]

4 lipca 2018 Małgorzata Gersdorf, zgodnie z wcześniejszymi zapowiedziami, kontynuowała wykonywanie funkcji Pierwszej Prezes Sądu Najwyższego. W opinii przedstawiciela Kancelarii Prezydenta RP jej mandat wygasł 3 lipca 2018. Jednocześnie stwierdził on, że pracami Sądu od 4 lipca 2018 kieruje Józef Iwulski, którego zresztą Małgorzata Gersdorf wskazała jako swego zastępcę na czas jej urlopu. Krajowa Rada Sądownictwa 30 lipca 2018 uznała M. Gersdorf za byłą Pierwszą Prezes SN.
Skrócenie kadencji Małgorzaty Gersdorf jako Pierwszej Prezes SN uznał za niedopuszczalne i niekonstytucyjne Rzecznik Praw Obywatelskich Adam Bodnar i oświadczył, że trwa ona do 2020. Naczelna Rada Adwokacka w stanowisku z lipca 2018 stwierdziła, że Małgorzata Gersdorf pozostaje Pierwszym Prezesem SN do końca 6-letniej kadencji, czyli do 30 kwietnia 2020.
2 lipca 2018 Komisja Europejska wszczęła procedurę mającą na celu ochronę niezależności Sądu Najwyższego.
Poparcie dla kontynuowania wykonywania mandatu Pierwszego Prezesa Sądu Najwyższego przez Małgorzatę Gersdorf wyrażali uczestnicy licznych demonstracji ulicznych odbywających się na przełomie czerwca i lipca 2018 w wielu miastach Polski.
Sąd Najwyższy 2 sierpnia 2018 zwrócił się do Trybunału Sprawiedliwości Unii Europejskiej z pięcioma pytaniami prejudycjalnymi w kwestii zgodności z prawem europejskim przepisów ustawy o SN dotyczących obniżenia wieku emerytalnego sędziów do 65. roku życia. Jednocześnie Sąd Najwyższy stwierdził, iż zawiesił stosowanie tych przepisów, na podstawie art. 755 kodeksu postępowania cywilnego. Sekretarz stanu w Kancelarii Prezydenta Andrzeja Dudy Paweł Mucha negatywnie odniósł się do postanowienia SN z 2 sierpnia 2018, uznał je za pozbawione podstawy prawnej i nazwał obejściem prawa. Wiceminister sprawiedliwości Łukasz Piebiak uznał postanowienie za eksces i uzurpację ze strony Sądu Najwyższego. Julia Przyłębska stwierdziła, że prawo polskie nie przyznaje Sądowi Najwyższego kompetencji „zawieszania stosowania przepisów”. W opinii Jerzego Makarczyka, byłego sędziego Trybunału Sprawiedliwości Unii Europejskiej, pytania Sądu Najwyższego zostały skutecznie złożone w trybunale luksemburskim i zostaną przez ten organ rozpatrzone jako służące ochronie niezawisłości polskiego wymiaru sprawiedliwości. Urzędujący polski sędzia Trybunału Sprawiedliwości Marek Safjan uznał, że w procedowanej przez SN sprawie, organ ten miał obowiązek zwrócić się do trybunału luksemburskiego. 6 sierpnia 2018 przedstawiciel Biura Krajowej Rady Sądownictwa oświadczył, że KRS nie zastosuje się do postanowienia Sądu Najwyższego z 2 sierpnia 2018. 3 sierpnia 2018 zastępca prokuratora generalnego Robert Hernand oświadczył w imieniu Zbigniewa Ziobry, że „Sąd Najwyższy, wydając postanowienie o sygn. III UZP 4/18, zawierające pytania prejudycjalne do Trybunału Sprawiedliwości UE i zawieszając stosowanie niektórych obowiązujących przepisów ustawy dopuścił się szeregu naruszeń prawa”. Mimo to 13 sierpnia 2018 Prokuratura Krajowa zgłosiła swój udział w tym postępowaniu.
Prokurator generalny Zbigniew Ziobro skierował 23 sierpnia 2018 do Trybunału Konstytucyjnego wniosek dotyczący przepisów, na podstawie których Sąd Najwyższy 2 sierpnia 2018 wystąpił do Trybunału Sprawiedliwości UE z pytaniami prejudycjalnymi. 31 października 2018 minister spraw zagranicznych Jacek Czaputowicz przekazał do Trybunału Konstytucyjnego pismo krytykujące wniosek Zbigniewa Ziobry o zbadanie artykułu 267 Traktatu o Funkcjonowaniu UE. Stwierdził w nim m.in.: „Przepis art. 267 TFUE jest bezpośrednio skuteczny, stanowi więc samodzielną podstawę prawną do występowania przez sąd krajowy z pytaniem prejudycjalnym do Trybunału Sprawiedliwości UE. Niezależnie więc od krajowych przepisów procesowych, sąd może oprzeć się bezpośrednio na art. 267 TFUE w celu skorzystania z procedury prejudycjalnej”. Tego samego dnia Czaputowicz oświadczył, że jego stanowisko w sprawie wniosku nie miało na celu kwestionowanie działań prowadzonych przez ministra sprawiedliwości w tej sprawie przed TK.
Wicepremier Jarosław Gowin odnosząc się 27 lipca 2018 do perspektywy rozpatrzenia przez Trybunał Sprawiedliwości UE pytań prejudycjalnych SN stwierdził: „Jeżeli Trybunał dopuści się precedensu i usankcjonuje zawieszenie prawa przez Sąd Najwyższy, to nasz rząd zapewne nie będzie miał innego wyjścia jak doprowadzić do drugiego precedensu, czyli zignorować orzeczenie TSUE jako sprzeczne z traktatem lizbońskim oraz z całym duchem integracji europejskiej.” Doniosłość ewentualnego rozstrzygnięcia Trybunału Sprawiedliwości UE w tej sprawie kwestionował premier Mateusz Morawiecki stwierdzając, że „To nie jest Sąd Ostateczny. To jest tylko sąd europejski, to jest tylko Trybunał Sprawiedliwości”.
Kancelaria prezydenta Andrzeja Dudy podała, że od 12 września 2018 pełniącym obowiązki Pierwszego Prezesa Sądu Najwyższego jest sędzia Dariusz Zawistowski, który w odpowiedzi na tę informację stwierdził, że w jego opinii Pierwszym Prezesem SN pozostaje Małgorzata Gersdorf.
12 września 2018 prezydent Andrzej Duda powiadomił zainteresowane osoby na piśmie, że w tym dniu w stan spoczynku przeszli z mocy ustawy następujący sędziowie Sądu Najwyższego: Jacek Gudowski, Józef Iwulski, Wojciech Katner, Jerzy Kuźniar, Anna Owczarek, Maria Szulc, Stanisław Zabłocki.
Premier Mateusz Morawiecki 19 września 2018 odbył wizytę u Małgorzaty Gersdorf w siedzibie Sądu Najwyższego. Po spotkaniu oświadczyła ona, że rozmowa z premierem niczego nie zmieniła w jej sytuacji jako Pierwszej Prezes SN.
22 października 2018 część sędziów Sądu Najwyższego, którzy w opinii przedstawicieli partii Prawo i Sprawiedliwość zostali przeniesieni w stan spoczynku, w związku z zastosowaniem przez Trybunał Sprawiedliwości UE środków zabezpieczających, powróciła do wykonywania czynności służbowych, w tym Krzysztof Rączka i Stanisław Zabłocki. W tym dniu Małgorzata Gersdorf zwróciła się do tej grupy sędziów z apelem: „Jako konstytucyjny organ Państwa Członkowskiego, pełniąc nieprzerwanie obowiązki Pierwszego Prezesa SN, wykonując postanowienie TSUE wzywam wszystkich sędziów SN objętych zakresem środków tymczasowych orzeczonych w tej sprawie do stawienia się w Sądzie Najwyższym w celu podjęcia służby sędziowskiej”.
19 października 2018 Trybunał Sprawiedliwości Unii Europejskiej na wniosek Komisji Europejskiej wydał postanowienie nakazujące wstrzymanie się Rzeczypospolitej Polskiej z obsadą wakatów po sędziach Izby Cywilnej, Karnej oraz Pracy i Ubezpieczeń Społecznych, którzy w związku z ukończeniem 65. roku życia przeszli w stan spoczynku, do czasu wydania wyroku w sprawie C-619/18, Komisja przeciwko Polsce.
Premier Mateusz Morawiecki podczas wystąpienia na Uniwersytecie Nowojorskim 17 kwietnia 2019 stwierdził: „duża część tego systemu [sprawiedliwości] jest skorumpowana. Nie możemy dyskutować tutaj o jednym elemencie czy kolejnym elemencie, wybierając je z całości. Dla mnie to jest taka sytuacja, którą możemy porównać z Francją w okresie post-Vichy kiedy Charles de Gaulle kompletnie przebudował system”.
24 czerwca 2019 Trybunał Sprawiedliwości Unii Europejskiej orzekł w sprawie Komisja Europejska v. Polska, że polskie przepisy o obniżeniu wieku emerytalnego sędziów Sądu Najwyższego naruszają zasady nieusuwalności sędziów i niezależności sędziowskiej. W reakcji na wyrok Trybunału Sprawiedliwości Unii Europejskiej minister spraw zagranicznych Jacek Czaputowicz powiedział w wywiadzie dla telewizji Polsat News, że „orzeczenie TSUE nie będzie miało praktycznego znaczenia w Polsce, bowiem dostosowaliśmy się już do tego tymczasowego orzeczenia”.

## Zmiany ustawowe w 2018
Między kwietniem a lipcem 2018 ustawę o Sądzie Najwyższym zmieniano trzykrotnie. Dokonały tego następujące akty: ustawa z dnia 12 kwietnia 2018 r. o zmianie ustawy – Prawo o ustroju sądów powszechnych, ustawy o Krajowej Radzie Sądownictwa oraz ustawy o Sądzie Najwyższym, ustawa z dnia 10 maja 2018 r. o zmianie ustawy – Prawo o ustroju sądów powszechnych, ustawy o Sądzie Najwyższym oraz niektórych innych ustaw i ustawa z dnia 20 lipca 2018 r. o zmianie ustawy – Prawo o ustroju sądów powszechnych oraz niektórych innych ustaw. W ustawie z 8 grudnia 2017 zmieniono m.in. przepisy dotyczące skargi nadzwyczajnej (zawężono prawo jej złożenia do prokuratora generalnego i Rzecznika Praw Obywatelskich) oraz odnoszące się do mianowania przez prezydenta RP sędziów SN (obowiązek zasięgania opinii Krajowej Rady Sądownictwa).
Z wniosku posłów partii Prawo i Sprawiedliwość 21 listopada 2018 Sejm uchwalił ustawę o zmianie ustawy o Sądzie Najwyższym uznającą kadencję Małgorzaty Gersdorf jako Pierwszej Prezes Sądu Najwyższego za nieprzerwaną. Sędziów SN, których wcześniej PiS traktowało jak sędziów w stanie spoczynku ustawa uznaje za sędziów w stanie czynnym. Jeszcze przed podpisaniem ustawy przez prezydenta A. Dudę komisarz UE Věra Jourová stwierdziła, że Komisja Europejska pozytywnie postrzega nową regulację, lecz jednocześnie zaznaczyła, że Komisja nie wycofa swojej skargi do Trybunału Sprawiedliwości UE w ramach postępowania z art. 7 traktatu o UE w obronie „wartości podstawowych” UE. 17 grudnia 2018, w kilka godzin po wydaniu przez Trybunał Sprawiedliwości UE orzeczenia nakazującego niezwłocznie zawiesić działanie ustawy o SN z 8 grudnia 2017, prezydent Andrzej Duda podpisał ustawę nowelizującą z 21 listopada 2018. Ustawa została opublikowana w „Dzienniku Ustaw” 31 grudnia 2018 i weszła w życie 1 stycznia 2019.

## Zmiany ustawowe w 2019
W kwietniu 2019 wszczęto postępowanie ustawodawcze w przedmiocie uchwalenia 8. od grudnia 2017 nowelizacji ustawy o Sądzie Najwyższym. Projekt nowelizacji przewidywał zaostrzenie odpowiedzialności dyscyplinarnej sędziów, przyznanie prezydentowi Andrzejowi Dudzie prawa powołania I Prezesa Sądu Najwyższego przed końcem kadencji prezydenckiej oraz wykluczenie możliwości zaskarżania przez kandydatów na sędziów Sądu Najwyższego uchwał Krajowej Rady Sądownictwa do Naczelnego Sądu Administracyjnego. Współautorem projektu był poseł PiS Marek Ast.
Posłowie partii Prawo i Sprawiedliwość i jej sojuszników uchwalili 26 kwietnia 2019 nowelizację ustawy o Krajowej Radzie Sądownictwa, która usuwa możliwość odwołań od uchwał KRS w sprawie kandydatów na sędziów. Nowe przepisy mają również na celu umorzenie postępowań odwoławczych od uchwał KRS złożonych w Naczelnym Sądzie Administracyjnym oraz uczynienie bezprzedmiotowymi pytań prejudycjalnych NSA do Trybunału Sprawiedliwości UE dotyczących legalności działań KRS.

## Procedura wyłaniania nowych członków składu Sądu Najwyższego
Senat wybrał 29 czerwca 2018 ławników do Sądu Najwyższego w liczbie 13 na ogólną liczbę 36. W dyskusji publicznej krytykowano niskie kwalifikacje zgłoszonych kandydatów na tę funkcję.
4 lipca 2018 przy powołaniu nowej ustawy 14 sędziów po 64 roku życia zostało przeniesionych w stan spoczynku. W sierpniu dwóch z nich, Krzysztof Cesarz i Andrzej Siuchniński, złożyło pozwy w tej sprawie do Izby Pracy i Ubezpieczeń Społecznych Sądu Najwyższego.
W trwającym do 30 lipca 2018 procesie naboru, na 44 wolne stanowiska sędziowskie w Sądzie Najwyższym otwarte przez ustawę z 8 grudnia 2017 do 10 sierpnia 2018 wpłynęło 215 kandydatur. W gronie tym znalazło się 24 sędziów sądów rejonowych, 22 sędziów sądów okręgowych, 18 sędziów sądów apelacyjnych, 3 sędziów wojewódzkich sądów administracyjnych, 43 adwokatów, 50 radców prawnych, 9 notariuszy, 24 pracowników naukowych, 3 pracowników Prokuratorii Generalnej i 13 prokuratorów (stan na 10 sierpnia 2018). 11 kandydatów do 10 sierpnia 2018 wycofało swoje wnioski. Początkowo rzecznik prasowy Krajowej Rady Sądownictwa oświadczył, że lista kandydatów będzie utajniona, co spotkało się z krytyką ze strony niektórych przedstawicieli opinii publicznej. Jednakże 2 sierpnia 2018 KRS ogłosiła listę kandydatów do SN. Wśród kandydujących znaleźli się m.in.: Lidia Bagińska, Jacek Barcik, Antoni Bojańczyk, Leszek Bosek, Filip Ciepły, Paweł Czubik, Tomasz Demendecki, Marek Dobrowolski, Wojciech Gonet, Grzegorz Górski, Paweł Księżak, Joanna Lemańska, Izabela Lewandowska-Malec, Jan Majchrowski, Małgorzata Manowska, Aneta Michalska-Warias, Joanna Misztal-Konecka, Mariusz Muszyński, Oktawian Nawrot, Janusz Niczyporuk, Mateusz Pilich, Jadwiga Potrzeszcz, Arkadiusz Radwan, Adam Redzik, Mirosław Sadowski, Agnieszka Skóra, Dorota Sokołowska, Aleksander Stępkowski, Tomasz Szanciło, Maria Szczepaniec, Krzysztof Wiak, Jacek Widło, Piotr Zakrzewski, Kamil Zaradkiewicz, Grzegorz Żmij. Swoje kandydatury do SN zgłosili także Izabella Gil (Uniwersytet Wrocławski) i jej mąż Piotr Gil (Uniwersytet Opolski), przy czym ta pierwsza wycofała się, gdy ujawniono, że jej działalność jako nauczyciela akademickiego jest przedmiotem postępowania prowadzonego przez prokuraturę. Jacek Barcik oświadczył, że obok niego wśród kandydatów do SN jest grupa osób uczestniczących w procedurze naboru w celu wykazania nielegalności odnośnej procedury oraz niekonstytucyjności i niezgodności z prawem europejskim obowiązującej ustawy o SN. 26 września 2018 Naczelny Sąd Administracyjny po rozpatrzeniu skarg dwóch kandydatów na sędziów, którzy nie otrzymali rekomendacji Krajowej Rady Sądownictwa, wydał dwa postanowienia w sprawie wstrzymania wykonania uchwały KRS z wnioskami o powołanie sędziów Sądu Najwyższego do Izby Karnej. Przewodniczący KRS Leszek Mazur oświadczył, że Rada podporządkuje się rozstrzygnięciu NSA.
Prezydium Krajowej Rady Radców Prawnych 9 sierpnia 2018 zaapelowało do radców prawnych kandydujących do Sądu Najwyższego, by ze względu na niekonstytucyjność niektórych przepisów ustawowych dotyczących zmian w sądownictwie ponownie rozważyli sprawę ubiegania się o stanowiska w SN, a do tych spośród nich, którzy pełnią funkcje w samorządzie radcowskim, by złożyli mandaty.
23 sierpnia 2018 Krajowa Rada Sądownictwa w wyniku głosowania rekomendowała prezydentowi RP 12 kandydatów na sędziów Sądu Najwyższego w Izbie Dyscyplinarnej (na 16 miejsc do obsadzenia). Połowa wybranych to prokuratorzy. Głosowanie było poprzedzone przesłuchaniami, które w opinii komentatorów były pospieszne i powierzchowne.
Naczelna Rada Adwokacka i Krajowa Rada Radców Prawnych zaapelowały 24 sierpnia 2018 do prezydenta Andrzeja Dudy o nienominowanie nowych sędziów Sądu Najwyższego do wydania orzeczenia przez Trybunał Sprawiedliwości UE w sprawie pytań prejudycjalnych SN z 2 sierpnia 2018. Naczelna Rada Adwokacka, która w sierpniu 2018 przyjęła uchwałę, że udział adwokatów w naborze do Sądu Najwyższego „stoi w sprzeczności z wartościami, jakimi kieruje się adwokatura”, za udział w tej procedurze odwołała z kolegium redakcyjnego „Palestry” Adama Redzika i Antoniego Bojańczyka; stanowisko przewodniczącego zespołu wizytatorów w warszawskiej izbie adwokackiej stracił również Sławomir Zdunek.
Wiesław Johann stwierdził, że w toku procesu wyboru kandydatów na sędziów przez Krajową Radę Sądownictwa ze względu na pośpiech popełniono błędy, m.in. wysunięto kandydaturę radcy prawnej Małgorzaty Ułaszonek-Kubackiej skazanej w procesie dyscyplinarnym (później wycofała swoją kandydaturę).
We wrześniu 2018 list otwarty do wskazanych przez KRS 7 kandydatów na sędziów SN z Wydziału Prawa i Administracji Uniwersytetu Warszawskiego (L. Bosek, B. Janiszewska, M. Krajewski, J. Majchrowski, E. Stefańska, A. Stępkowski, K. Zaradkiewicz) skierowała grupa 26 profesorów i innych wykładowców Wydziału Prawa i Administracji UW. Zaapelowali oni, aby wycofali swoje kandydatury i stwierdzając m.in.: „Ubieganie się w tych warunkach o stanowisko sędziego Sądu Najwyższego jest zachowaniem, które wspiera działania noszące znamiona deliktu konstytucyjnego i godzi w zasady etyki zawodu prawnika. To postępowanie sprzeniewierza się zarazem wychowawczym powinnościom nauczyciela akademickiego i przysiędze doktorskiej, dlatego budzi nasz zdecydowany sprzeciw”. List podpisali Marek Wąsowicz, Tadeusz Tomaszewski, Maria Zabłocka, Piotr Girdwoyń, Wojciech Brzozowski, Jakub Urbanik, Paweł Marcisz, Eleonora Zielińska, Andrzej Zakrzewski, Monika Płatek, Marcin Matczak, Ewa Gruza, Maciej Taborowski, Piotr Bogdanowicz, Przemysław Konieczniak, Maria Boratyńska, Aleksander Chłopecki, Zbigniew Banaszczyk, Anna Rosner, Anna Rossmanith, Marek Waluga, Małgorzata Modrzejewska, Adam Moniuszko, Marzena Wojtczak, Jowanka Jakubik-Lalik, Anna Dubowik.
Za niezgodne z konstytucją uznał wprowadzane przez partię Prawo i Sprawiedliwość i jej sojuszników zmiany w wymiarze sprawiedliwości, w tym w Sądzie Najwyższym, Wojciech Hermeliński, przewodniczący Państwowej Komisji Wyborczej. Wskazał, że obsadzony niezgodnie z konstytucją Sąd Najwyższy nie będzie mógł w sposób wiążący stwierdzić ważności wyborów powszechnych.
21 maja 2019 Izba Cywilna Sądu Najwyższego w składzie siedmiorga sędziów skierowała do TSUE pytanie prejudycjalne o to, czy sąd, w skład którego wchodzi osoba powołana z wniosku wadliwie wybranej Krajowej Rady Sądownictwa „pozostaje sądem niezawisłym i bezstronnym”. Osobą, do której statusu odwołuje się pytanie jest Aleksander Stępkowski. Zagadnienie to w ogólności dotyczy 37 osób nominowanych przez prezydenta Andrzeja Dudę do Sądu Najwyższego. Uzasadniając pytanie prejudycjalne sędzia Karol Weitz stwierdził, że „doszło do rażącego naruszenia prawa polskiego, jeśli chodzi o system powoływania sędziów”, oraz że „Sąd Najwyższy miał na uwadze, że było to również naruszenie intencjonalne wpisujące się w działania władzy ustawodawczej, które począwszy od wszczęcia procedury nominacyjnej zmierzały do tego, aby ograniczyć możliwość kontroli sądowej uchwał KRS z wnioskami o powołanie sędziów do Sądu Najwyższego”.
12 czerwca 2019 Izba Pracy i Ubezpieczeń Społecznych Sądu Najwyższego skierowała do Trybunału Sprawiedliwości Unii Europejskiej pięć pytań prejudycjalnych o dopuszczalność m.in. orzekania w sprawie legalności wyboru osób powołanych do pełnienia urzędu sędziego Sądu Najwyższego. Wynikły one w toku rozpatrywania skargi sędzi z Poznania Moniki Frąckowiak, która domaga się stwierdzenia, czy Jan Majchrowski, rozstrzygający jej sprawę w Izbie Dyscyplinarnej SN, znajduje się w stosunku służbowym z Sądem Najwyższym. Sędzia Frąckowiak zakwestionowała legalność powołania J. Majchrowskiego ze względu na przedstawienie jego kandydatury na urząd sędziego przez Krajową Radę Sądownictwa obsadzoną niezgodnie z konstytucją.
Połączone izby Sądu Najwyższego: Cywilna, Karna oraz Pracy i Ubezpieczeń Społecznych podjęły 23 stycznia 2020 uchwałę stwierdzającą możliwość podważania prawa do orzekania sędziów powołanych z udziałem nowej Krajowej Rady Sądownictwa. 20 kwietnia 2020 uchwałę tę uznał za niezgodną z konstytucją Trybunał Konstytucyjny. Krytycy stanowiska TK stwierdzili, że zostało ono wydane z naruszeniem ustawy zasadniczej, gdyż konstytucja nie zezwala Trybunałowi na kontrolę uchwał Sądu Najwyższego.

## Reakcje międzynarodowe

### Komisja Europejska
W grudniu 2017 Komisja Europejska wszczęła wobec Polski procedurę z art. 7 Traktatu o Unii Europejskiej, biorąc pod uwagę m.in. regulacje w sprawie wzruszania prawomocnych wyroków przez skargę nadzwyczajną do Sądu Najwyższego.
14 sierpnia 2018 Komisja Europejska ogłosiła, że wdrożyła nową fazę procedury w sprawie naruszania praworządności przez Polskę. Ma to związek z podważeniem zasady niezawisłości sędziowskiej i nieusuwalności sędziów przez aktualne przepisy ustawy o Sądzie Najwyższym. Zdaniem Komisji z tego względu Polska nie wypełnia swoich zobowiązań traktatowych względem Unii Europejskiej. Komisja wyznaczyła polskiemu rządowi czas do 14 września 2018 na usunięcie zaistniałych naruszeń praworządności. W przypadku braku adekwatnej reakcji Komisja nie wykluczyła skierowania sprawy do rozstrzygnięcia przez Trybunał Sprawiedliwości UE.
24 września 2018 Komisja Europejska podała do wiadomości, że podjęła decyzję o zaskarżeniu do Trybunału Sprawiedliwości UE nowych przepisów ustawy o SN. Zdaniem rzeczniczki Komisji Miny Andreevej określone w tej ustawie „odsyłanie sędziów SN w stan spoczynku prowadzi do nieodwracalnych szkód. Komisja poprosi trybunał o podjęcie szybkich kroków w tej sprawie. Po pierwsze o zawieszenie stosowania przepisów o przechodzeniu na emeryturę. Po drugie umożliwienie sędziom, na których ustawa wpłynęła, dalszego pełnienia swoich obowiązków i wstrzymanie mianowania nowych sędziów”. Trybunał Sprawiedliwości UE przychylił się do wniosku Komisji, wdrożył procedurę, w tym zastosował w październiku 2018 środki zabezpieczające dotyczące ochrony praw sędziów SN, którzy ukończyli 65. rok życia.
Kolejna nowelizacja ustawy o SN przyjęta 21 listopada 2018 została pozytywnie skomentowana przez przedstawiciela Komisji, która jednak nie wycofała skargi do Trybunału Sprawiedliwości UE w obronie „wartości podstawowych” UE.
3 kwietnia 2019 Komisja Europejska wszczęła „postępowanie w sprawie uchybienia zobowiązaniom państwa członkowskiego, aby chronić sędziów w Polsce przed kontrolą polityczną”. Rząd Mateusza Morawieckiego został wezwany przez Komisję do usunięcia „uchybień dotyczących nowego systemu środków dyscyplinarnych wobec sędziów” (odpowiedzi powinien udzielić w ciągu 2 miesięcy).
24 czerwca 2019 Komisja wygrała przed Trybunałem Sprawiedliwości UE proces o naruszenie prawa europejskiego przez polskie przepisy obniżające wiek emerytalny sędziów Sądu Najwyższego. Trybunał stwierdził, że przepisy te łamią zasady nieusuwalności sędziów i niezależności sędziowskiej.
W związku z kryzysem praworządności w Polsce, którego elementem jest kryzys w SN, Komisja Europejska w 2021 na mocy rozporządzenia Parlamentu Europejskiego i Rady 2020/2092 UE, Euratom) z dnia 16 grudnia 2020 r. (bezskutecznie zaskarżonego przez Polskę i Węgry) zablokowała środki w Krajowym Planie Odbudowy i w funduszach z polityki spójności. Odblokowano te środki w lutym 2024.

### Zarząd Europejskiej Sieci Rad Sądownictwa
Zarząd Europejskiej Sieci Rad Sądownictwa (European Network of Councils for the Judiciary – ENCJ) ogłosił 16 sierpnia 2018, że będzie rekomendować Nadzwyczajnemu Zgromadzeniu Ogólnemu tej organizacji (zwołanemu na 17 września 2018) wykluczenie z niej polskiej Krajowej Rady Sądownictwa ze względu na to, że KRS nie spełnia wymagań ENCJ w zakresie niezależności od legislatywy i egzekutywy i przez to nie zapewnia niezawisłości polskim sądom. Sędzia Leszek Mazur, który przewodniczy KRS oświadczył, że członkostwo KRS w ENCJ „nie ma jednak bezpośredniego znaczenia dla działalności Krajowej Rady Sądownictwa. Nie wpływa również w żaden sposób na codzienną pracę sądów. Aktywne członkostwo w tej organizacji nie uchroniło polskiego sądownictwa przed nieefektywnością i przewlekłością, nie doprowadziło również do postulowanej powszechnie reformy wymiaru sprawiedliwości. W tym sensie, ewentualne zawieszenie Rady w prawach członka ENCJ, a nawet wykluczenie z tej organizacji nie zaszkodzi polskiemu sądownictwu.”. 17 września 2018 ENCJ zawiesiła Krajową Radę Sądownictwa w prawach członka, co uzasadniono tym, że KRS nie spełnia wymogów dotyczących niezależności od władzy wykonawczej i ustawodawczej. Nikt poza przedstawicielami Polski w ENCJ nie głosował przeciw zawieszeniu.

### Trybunał Sprawiedliwości UE
W reakcji na skargę Komisji Europejskiej kwestionującą nowe polskie przepisy o Sądzie Najwyższym, 19 października 2018 Trybunał Sprawiedliwości Unii Europejskiej zastosował środki tymczasowe. Nakazał przywrócenie na uprzednie stanowiska sędziów SN przeniesionych w stan spoczynku oraz wstrzymanie nominacji nowych sędziów. Polska została zobowiązana do informowania Trybunału co miesiąc o wykonaniu środków tymczasowych. W razie nieprzestrzegania tych postanowień Trybunał mógł nałożyć kary finansowe. Środki zabezpieczające poprzedzają rozstrzygnięcie ostateczne Trybunału, którego termin nie jest znany.
Wypowiadając się 24 października 2018 w Luksemburgu, prezes Trybunału Sprawiedliwości UE Koen Lenaerts stwierdził, że „państwo, które nie jest gotowe do dalszego podporządkowywania się orzeczeniom TSUE, wpisuje się w proces podobny do brexitowego, w proces wyjścia”. Opinia ta została odczytana przez przedstawicieli prasy jako odnosząca się w szczególności do Polski, w kontekście orzeczonych przez TSUE środków zabezpieczających dotyczących sędziów SN.
26 października 2018 Trybunał Sprawiedliwości UE wyznaczył na 16 listopada 2018 termin wysłuchania przez Wielką Izbę TSUE uczestników postępowania w sprawie zastosowania tymczasowych środków zabezpieczających. W wysłuchaniu 16 listopada 2018 w składzie Wielkiej Izby (15 z 28 sędziów) wzięli udział prezes TSUE Koen Lenaerts, wiceprezes oraz prezesi poszczególnych izb. Wielka Izba stwierdziła wówczas, że decyzja o zakazach tymczasowych z 19 października nadal obowiązuje do czasu rozpatrzenia argumentów przedłożonych 16 listopada przez strony sporu: Komisję Europejską i Rząd RP.
Uchwalona 21 listopada 2018 przez Sejm kolejna nowelizacja ustawy o SN określana była przez przedstawicieli PiS jako sposób realizacji żądań TSUE wynikających ze środków zabezpieczających. Przyjęcie tej ustawy nie spowodowało wycofania przez Komisję Europejską skargi do Trybunału Sprawiedliwości UE w ramach postępowania z art. 7 traktatu o UE w obronie „wartości podstawowych” UE.
17 grudnia 2018 Trybunał Sprawiedliwości UE ostatecznie orzekł, że środki zabezpieczające dotyczące zawieszenia ustawy o SN z 8 grudnia 2017 są zasadne.
Na początku stycznia 2019 poinformowano, że w toku postępowania toczącego się w TSUE w przedmiocie pytań prejudycjalnych polskiego Sądu Najwyższego, stanowisko zajęły Belgia, Dania, Holandia i Łotwa. Państwa te uznały, że zmiany ustawowe w statusie SN wprowadzone w 2018 przez partię Prawo i Sprawiedliwość i jej sojuszników naruszają standardy unijne, w tym zasadę niezawisłości sędziowskiej.
Podczas rozprawy odbytej 19 marca 2019 Trybunał Sprawiedliwości UE odrzucił stanowisko przedstawiciela rządu Mateusza Morawieckiego i uznał za dopuszczalne pytania prejudycjalne Sądu Najwyższego, skierował je do rozpatrzenia rzecznikowi generalnemu TSUE (fr. avocat général), który swoją opinię ma przedstawić 23 maja 2019 (zapowiedziano wydanie w ciągu dwóch tygodni od tej daty ostatecznego wyroku Trybunału). 11 kwietnia 2019 rzecznik generalny Jewgienij Tanczew stwierdził, że wprowadzone w Polsce po 2015 przepisy o Sądzie Najwyższym obniżające wiek przejścia w stan spoczynku sędziów Sądu Najwyższego naruszyły art. 19.1 Traktatu o UE, czyli zasadę nieusuwalności sędziowskiej. Argumenty przedstawione przed TSUE przez przedstawicieli rząd Mateusza Morawieckiego uznał za „nieprzekonujące”. Rzecznik generalny odrzucił także argument reprezentantów rządu, iż wprowadzone w Polsce rozwiązania występują w innych państwach UE. Stwierdził, że „systemy innych państw członkowskich nie są porównywalne z sytuacją w Polsce, ponieważ obowiązują w innym kontekście prawnym, politycznym i społecznym, a w każdym razie nie mają żadnego przełożenia na niewypełnienie przez Polskę jej zobowiązań”.
Trybunał wydał 24 czerwca 2019 wyrok w sprawie Komisja Europejska v. Polska, stwierdzając, że polskie przepisy o obniżeniu wieku emerytalnego sędziów Sądu Najwyższego naruszają zasady nieusuwalności sędziów i niezależności sędziowskiej. W reakcji na wyrok Trybunału Sprawiedliwości Unii Europejskiej minister spraw zagranicznych Jacek Czaputowicz powiedział w wywiadzie dla telewizji Polsat News, że „orzeczenie TSUE nie będzie miało praktycznego znaczenia w Polsce, bowiem dostosowaliśmy się już do tego tymczasowego orzeczenia”.
W wyroku z 19 listopada 2019 w sprawach połączonych C-585/18, C-624/18 i C-625/18 TSUE stwierdził, że to Sąd Najwyższy w Polsce ma badać niezależność nowej Izby Dyscyplinarnej Sądu Najwyższego, by ustalić, czy może ona rozpoznawać spory dotyczące sędziów, oraz zaznaczył, że Krajowa Rada Sądownictwa, która składa wnioski z rekomendacją do prezydenta o powołanie na stanowisko sędziego, musi robić to w sposób obiektywny, jednak tylko pod warunkiem, że będzie wystarczająco niezależna od władzy ustawodawczej i wykonawczej, wykazując w tym kontekście, że należy mieć na uwadze okoliczności wybrania członków Rady oraz sposób, w jaki KRS konkretnie wypełnia wyznaczone jej zadanie stania na straży niezależności sądów i niezawisłości sędziów.
TSUE w wyroku z 15 lipca 2021 r. zapadłym w sprawie C-791/19 zainicjowanej pozwem Komisji Europejskiej uznał, że Polska naruszyła prawo unijne, między innymi dopuszczając możliwość dyscyplinowania sędziów za treść ich orzeczeń, co stanowi zagrożenie dla ich niezawisłości. Stwierdzono także, że procedury dyscyplinarne były prowadzone w sposób, który ograniczał prawo do obrony sędziów, a przepisy pozwalały na arbitralne wyznaczanie sądów dyscyplinarnych, co podważało ich niezależność. Wskazano również, że możliwość wszczynania postępowań dyscyplinarnych mogła ograniczać prawo sądów do zadawania pytań prejudycjalnych TSUE, co naruszało art. 267 TFUE.
W sprawach C-718/21 i C-326/23 TSUE orzekł, że niedopuszczalne są pytania prejudycjalne kierowane do TSUE przez składy złożone z sędziów wybranych w wadliwej procedurze z udziałem niekonstytucyjnej neo-KRS, jako że nie stanowią bezstronnych i niezawisłych sądów w znaczeniu art. 267 TFUE.

### Europejski Trybunał Praw Człowieka
W sprawie Reczkowicz przeciwko Polsce ETPC stwierdził liczne nieprawidłowości w wyborze sędziów do Izby Dyscyplinarnej, które spowodowały, że nie jest ona sądem ustanowionym zgodnie z prawem w rozumieniu art. 6 ust. 1 EKPC. W szczególności prezydent Duda powołał do niej ludzi wskazanych wyłącznie przez KRS, do której z kolei rzekomych przedstawicieli sądownictwa wybrał Sejm. ETPC orzekł, że obecna KRS nie daje gwarancji niezależności od władzy ustawodawczej i wykonawczej.
W sprawie Dolińska-Ficek i Ozimek przeciwko Polsce ETPC uznał, że Izba Kontroli Nadzwyczajnej i Spraw Publicznych nie jest niezawisłym i bezstronnym sądem ustanowionym ustawą w rozumieniu art. 6 ust. 1 EKPC, gdyż prezydent Duda powołał do niej ludzi wskazanych wyłącznie przez KRS, do której z kolei rzekomych przedstawicieli sądownictwa wybrał Sejm. ETPC orzekł, że obecna KRS nie daje gwarancji niezależności od polityków. Obsadzenie jej przez Sejm, mimo że wg konstytucji powołane jest do tego środowisko sędziowskie, nazwał „zasadniczą nieprawidłowością”. „Negatywnie wpłynęła ona na proces powołania sędziów i podważyła legitymację izby” – stwierdził.
Ponadto ETPC uznał, że polskie prawo rażąco i w sposób oczywisty naruszył prezydent Duda, który powołał sędziów do IKNiSP, chociaż NSA w 2018 wstrzymał wykonanie rekomendacji nowej KRS. Bez tej rekomendacji nie można powołać sędziego, ale Duda zignorował orzeczenie NSA.
Podobnie w sprawie Advance Pharma przeciwko Polsce ETPC uznał, że Izba Cywilna nie jest niezawisłym i bezstronnym sądem ustanowionym ustawą w rozumieniu art. 6 ust. 1 EKPC, gdyż prezydent Duda powołał do niej ludzi wskazanych wyłącznie przez KRS, do której z kolei rzekomych przedstawicieli sądownictwa wybrał Sejm. ETPC orzekł, że na procedurę powoływania sędziów do Izby Cywilnej nadmiernie wpłynęły władza ustawodawcza i wykonawcza. „Stanowiło to fundamentalną nieprawidłowość, która negatywnie wpłynęła na cały proces i podważyła legitymację Izby Cywilnej” – stwierdził.
Dodatkowo ETPC uznał, że polskie prawo rażąco i w sposób oczywisty naruszył prezydent Duda, który powołał sędziów do Izby Cywilnej, chociaż NSA w 2018 r. wstrzymał wykonanie rekomendacji nowej KRS. Bez tej rekomendacji nie można powołać sędziego, ale Duda zignorował orzeczenie NSA.
W sprawie Juszczyszyn przeciwko Polsce ETPC potwierdził swój tok rozumowania z wyroku Reczkowicz i stwierdził, że Izba Dyscyplinarna nie była niezawisłym i bezstronnym sądem ustanowionym ustawą. Uznał w związku z tym, że jej decyzja o zawieszeniu sędziego Pawła Juszczyszyna była niezgodna z prawem. Trybunał podkreślił, że zawieszenie Juszczyszyna miało go zniechęcić do zbadania legalności powołania sędziowskiego.
Podobne ustalenia poczynił ETPC w sprawie Igora Tulei.
W wyroku z 23 listopada 2023 ETPC stwierdził, że Polska naruszyła prawa Lecha Wałęsy do:
- poszanowania życia prywatnego (reputacji)
- sądu – w ten sposób, że w jego sprawie orzekała IKNiSP, w której zasiadali neosędziowie powołani na wniosek upolitycznionej przez PiS KRS
- sądu – w ten sposób, że na wniosek Ziobry, z wykorzystaniem wadliwego instrumentu skargi nadzwyczajnej, uchylony został prawomocny wyrok (złamanie zasady pewności prawa)[103][104].

ETPC zobowiązał też polskie władze do przedsięwzięcia odpowiednich środków w celu usunięcia systemowych naruszeń art. 6 EKPC, ustalonych w sprawie Wałęsy i w poprzednich sprawach, i tym samym do skutecznej realizacji prawa do niezależnego sądu powołanego ustawą, jak i zasady pewności prawa.

## Konsekwencje dla innych organów wymiaru sprawiedliwości

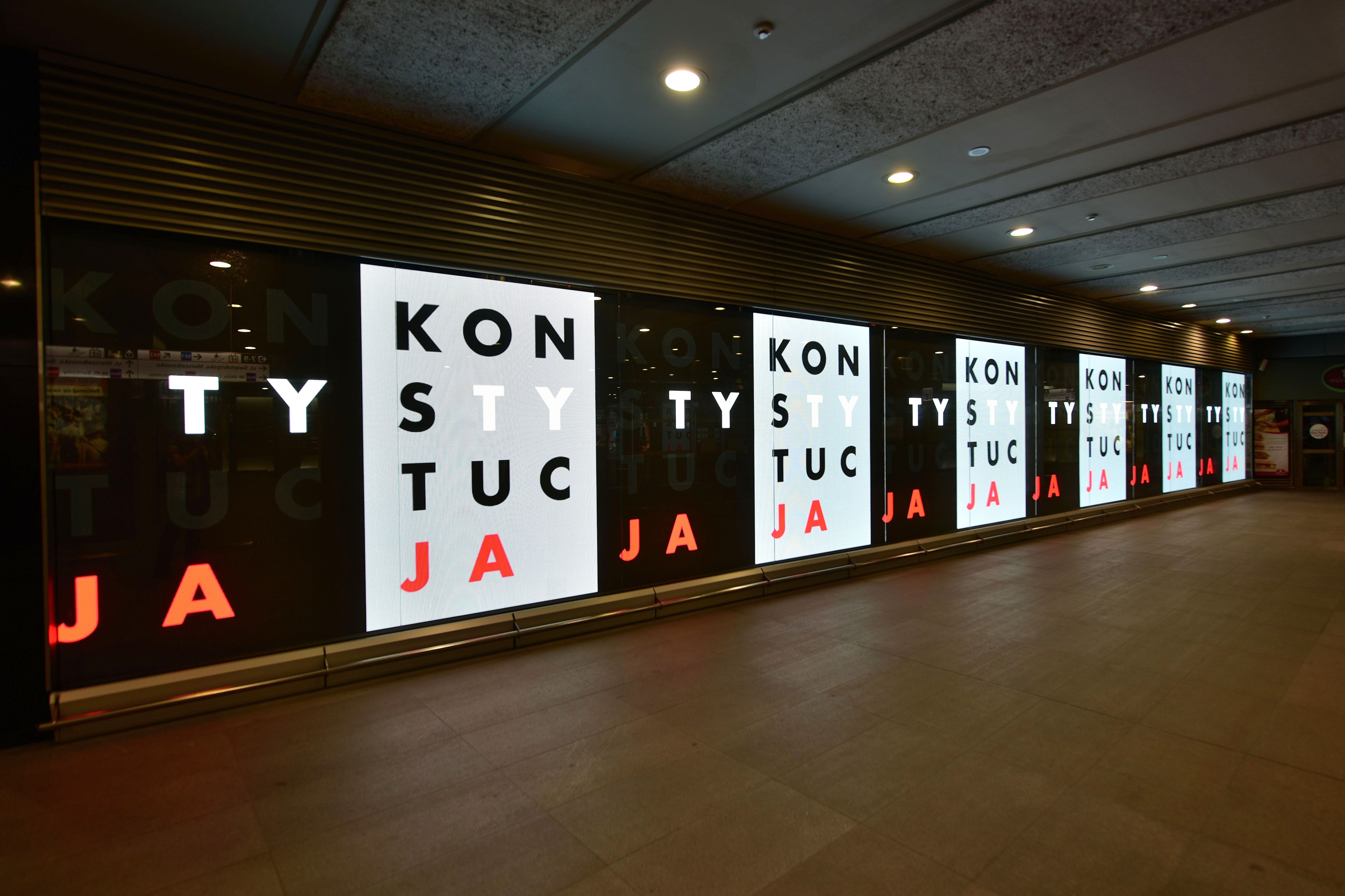
Napis Konstytucja wyświetlany na ekranie wizyjnym na stacji metra Świętokrzyska w Warszawie podczas kryzysu, sierpień 2017

Przepisy o przejściu w stan spoczynku sędziów SN, którzy osiągnęli 65. rok życia, obejmowały także sędziów Naczelnego Sądu Administracyjnego w tym samym wieku. Reagując na orzeczenie przez Trybunał Sprawiedliwości UE środków zabezpieczających, 10 listopada 2018 prezes NSA Marek Zirk-Sadowski powiadomił Trybunał, że do orzekania w NSA powróciło 14 sędziów objętych uchwaloną przez PiS i jej sojuszników ustawą o SN (7 sędziów nie wyraziło woli uczynienia tego).
4 września 2018 Sąd Okręgowy w Łodzi skierował do Trybunału Sprawiedliwości UE pytanie prejudycjalne dotyczące następstw wprowadzenia nowego systemu odpowiedzialności dyscyplinarnej sędziów, którego częścią ma być Izba Dyscyplinarna Sądu Najwyższego, dla niezawisłości sędziów. Sąd Okręgowy w Warszawie 6 września 2018 wystąpił do TSUE z zapytaniem o zgodność nowych przepisów o SN, KRS i sądach powszechnych z Traktatem Europejskim.
Dokonywana przez niektórych sędziów krytyka działań władzy ustawodawczej i wykonawczej związanych z wymiarem sprawiedliwości, w tym dotyczących Sądu Najwyższego, wywołała reakcje rzeczników dyscyplinarnych dla sędziów. Wyjaśnień w sprawach z tego zakresu zażądano we wrześniu 2018 m.in. od sędziego Sądu Okręgowego w Warszawie Igora Tuleyi, sędzi Sądu Okręgowego w Łodzi Ewy Maciejewskiej, sędziego Krystiana Markiewicza i sędziego Bartłomieja Przymusińskiego (rzecznik prasowy Stowarzyszenia Sędziów Polskich „Iustitia”).
Ustawa o Sądzie Najwyższym z grudnia 2017 ze względu wprowadzenie nowego trybu wyłaniania kandydatów na sędziów SN oraz nowego modelu odpowiedzialności dyscyplinarnej sędziów (uwzględniającego rolę Izby Dyscyplinarnej) budzi wątpliwości organów sądownictwa zagranicznego w aspekcie zapewnienia niezawisłości sędziów i niezależności sądów w Polsce. Kwestę tę we wrześniu i październiku 2018 podniosły sądy w Madrycie i w Amsterdamie kierując do polskich sądów pytania o istnienie gwarancji rzetelnego procesu osób, które mają być przekazane Polsce w trybie europejskiego nakazu aresztowania lub procedury ekstradycyjnej. Sądy zagraniczne powołują się przy tym na rozstrzygnięcie Trybunału Sprawiedliwości Unii Europejskiej w sprawie Celmer.
Naczelny Sąd Administracyjny rozpatrujący odwołania od uchwał Krajowej Rady Sądownictwa odmawiających rekomendacji w procedurze przedstawiania prezydentowi RP kandydatów na sędziów SN, 21 listopada 2018 zwrócił się do Trybunału Sprawiedliwości UE z pięcioma pytaniami prejudycjalnymi podnoszącymi kwestię legalności wyboru członków KRS.

### Wyrok Trybunału Konstytucyjnego z dnia 25 marca 2019 r. w sprawie KRS (sygn. K 12/18)
25 marca 2019 roku na wniosek ówczesnego składu Krajowej Rady Sądownictwa i grupy senatorów PiS został wydany wyrok przez Trybunał Konstytucyjny, w którym orzekł, że przepis dotyczący wyboru 15 sędziów-członów Rady przez Sejm jest zgodny Konstytucją RP. Jednocześnie Trybunał Konstytucyjny uznał za niezgodny z art. 184 Konstytucji RP przepis pozwalający na odwołanie się do Naczelnego Sądu Administracyjnego od uchwał Krajowej Rady Sądownictwa zawierających wnioski o powołanie sędziów Sądu Najwyższego.
W piśmie do TK RPO wskazał na niedopuszczalność wydania wyroku w sprawie, co skutkuje zawsze umorzeniem postępowania na podstawie art. 59 ust. 1 pkt 2 ustawy o TK. Uzasadnił to nadużyciem praw procesowych ze strony wnioskodawców, którzy zmierzali w postępowaniu do potwierdzenia przez Trybunał statusu KRS, nie zaś do jego ochrony przed naruszeniem (art. 3 KPC w zw. z art. 36 ustawy o organizacji i trybie postępowania przed TK, art. 83 KC odpowiednio).
Jeśli chodzi o przeniesienie ze zgromadzeń sędziów na Sejm kompetencji do wyboru 15 sędziów-członków KRS (art. 9a, art. 11a-11e ustawy o KRS), RPO wnioskował o uznanie tych regulacji za niekonstytucyjne ze względu na to, że po pierwsze, sama konstytucja pozostawia w art. 187 ust. 1 pkt 2 kompetencje do wyboru sędziów-członków KRS sędziom, ograniczając prawo parlamentu do wyboru sześciu członków Rady w art. 187 ust. 1 pkt 3 (czterech wybieranych przez Sejm spośród posłów, dwóch – przez Senat spośród senatorów). Po drugie, transfer tej kompetencji do Sejmu oznacza, że “KRS, jako organ stojący na straży relatywnie najsłabszego segmentu władzy, podlegać może i podlega naciskom władzy politycznej, stając się przez to organem niezdolnym do efektywnego stania na straży niezależności sądów i niezawisłości sędziów.”.
Politycy części opozycji (PO), Rzecznik Praw Obywatelskich Adam Bodnar i niektórzy przedstawiciele środowisk prawniczych zarzucili, że orzeczenie Trybunału w tej sprawie będzie nieważne, ponieważ w składzie orzekającym zasiadał sędzia Justyn Piskorski, który został wybrany w 2017 roku przez Sejm VIII kadencji na sędziego Trybunału Konstytucyjnego na miejsce obsadzone już przez Krzysztofa Ślebzaka oraz datę ogłoszenia wyroku wyznaczono przed upływem ustawowego terminu na zgłoszenie udziału i stanowiska przez RPO, a także krytycy zarzucają „upolitycznienie Trybunału” i „pogłębienie chaosu prawnego”.
Wyrok Trybunału Konstytucyjnego z 25 marca 2019 roku został opublikowany 1 kwietnia 2019 roku w Dzienniku Ustaw.

## Powołania dokonane przez prezydenta Andrzeja Dudę
Prezydent Andrzej Duda podpisał 19 września 2018 postanowienie o powołaniu do pełnienia urzędu sędziów Sądu Najwyższego dotyczące następujących osób: Małgorzata Bednarek, Jan Majchrowski, Piotr Niedzielak, Tomasz Przesławski, Adam Roch, Adam Tomczyński, Ryszard Witkowski, Jacek Wygoda, Konrad Wytrykowski i Paweł Zubert. Według doniesień medialnych mają oni zasiadać w Izbie Dyscyplinarnej SN. Legalność tych nominacji jest przedmiotem kontrowersji w środowisku sędziowskim i wśród przedstawicieli nauki prawa.
10 października 2018 prezydent Andrzej Duda powołał do pełnienia urzędu sędziego Sądu Najwyższego 27 osób: Antoni Bojańczyk, Leszek Bosek, Dariusz Czajkowski, Paweł Czubik, Tomasz Demendecki, Marek Dobrowolski, Jacek Grela, Beata Janiszewska, Marcin Krajewski, Paweł Księżak, Joanna Lemańska, Marcin Łochowski, Małgorzata Manowska, Joanna Misztal-Konecka, Oktawian Nawrot, Janusz Niczyporuk, Adam Redzik, Mirosław Sadowski, Marek Siwek, Ewa Stefańska, Wojciech Sych, Tomasz Szanciło, Maria Szczepaniec, Krzysztof Wiak, Jacek Widło, Kamil Zaradkiewicz i Grzegorz Żmij. Stało się to wbrew postanowieniom Naczelnego Sądu Administracyjnego (NSA), który wstrzymał wykonalność uchwał nowej KRS w tej sprawie. Andrzej Duda argumentował, że nie był stroną w sprawach przed NSA i nie otrzymał postanowień sądu, chociaż kopia postanowienia z 27 września wraz z informacją o analogicznych postanowieniach sądu z 25 i 27 września wpłynęła do Kancelarii Prezydenta 8 października. Legalność tych powołań jest przedmiotem kontrowersji w środowisku sędziowskim i wśród przedstawicieli nauki prawa.
Prezydent Andrzej Duda 6 listopada 2018 powołał – po ponad rocznym odkładaniu decyzji – do pełnienia urzędu sędziego SN dwóch kandydatów wyłonionych przez Krajową Radę Sądownictwa poprzedniej kadencji: Pawła Wilińskiego i Małgorzatę Wąsek-Wiaderek.
20 lutego 2019 Andrzej Duda powołał do pełnienia urzędu sędziego SN Aleksandra Stępkowskiego oraz Jacka Błaszczyka.

## Powierzanie funkcji w organach wewnętrznych SN
25 października 2018 prezydent Andrzej Duda powierzył pełnienie obowiązków prezesa Izby Kontroli Nadzwyczajnej i Spraw Publicznych Dariuszowi Czajkowskiemu. Nominację tę sędzia Włodzimierz Wróbel skomentował w słowach „Jako żywo stanowisko Prezesa Izby Kontroli Nadzwyczajnej i Spraw Publicznych nie zostało zwolnione po wejściu w życie ustawy. Dzisiejsze powołanie sędziego kierującego pracami izby narusza prawo i powoduje, że wszystkie czynności urzędowe przez niego podejmowane rodzić będą wątpliwości co do wywoływanych skutków prawnych, a przecież chodzi m.in. o wyznaczanie składu orzekającego!”.

## Status i działalność Izby Dyscyplinarnej
Działająca od marca 2019 Izba Dyscyplinarna SN jako pierwszą w swej historii sprawę rozpatrzyła 9 maja 2019 wniosek kasacyjny Prokuratury Generalnej w postępowaniu o ukaranie przez sąd dyscyplinarny adwokatury mec. Romana Giertycha za słowa krytyki wypowiedziane w 2016 pod adresem Zbigniewa Ziobry i prokuratury. Giertych komentując postępowanie przed Izbą stwierdził, że „Mamy do czynienia z próbą zastraszania adwokatów przez najwyższe organy Prokuratury Krajowej i Generalnej. Myślę, że też ma to związek, nie ukrywam, z moją działalnością nie tylko jako pełnomocnika Donalda Tuska, ale również jako pełnomocnika pana Geralda Birgfellnera, na co by wskazywał fakt, że drugą osobą po mnie z adwokatów, która jest stawiana przed Sąd Najwyższy w tej sprawie, jest pan mecenas Jacek Dubois”. Rozpatrujący sprawę 3-osobowy skład Izby przekazał ją do rozpoznania składowi 7-osobowemu.
Trzyosobowy skład sędziów Izby Pracy i Ubezpieczeń Społecznych Sądu Najwyższego (Piotr Prusinowski, Bohdan Bieniek i Dawid Miąsik) orzekł 5 grudnia 2019, że Izba Dyscyplinarna SN „nie jest sądem rozumieniu prawa unijnego, a przez to sądem w rozumieniu prawa krajowego”, co uzasadniono m.in. okolicznością powołania członków Izby Dyscyplinarnej przez Krajową Radę Sądownictwa nie dającą wystarczających gwarancji niezależności od władzy wykonawczej i ustawodawczej.
W marcu 2020 grupa sędziów Sądu Najwyższego złożyła do Izby Pracy SN pozwy przeciwko członkom Izby Dyscyplinarnej o ustalenie, że osoby te nie są sędziami, gdyż do SN zostali rekomendowani przez nową KRS jako organ wybrany wadliwie i niezgodnie z konstytucją.
8 kwietnia 2020 Trybunał Sprawiedliwości Unii Europejskiej zobowiązał Polskę do natychmiastowego zawieszenia stosowania przepisów krajowych dotyczących właściwości Izby Dyscyplinarnej Sądu Najwyższego w sprawach dyscyplinarnych sędziów.

## Zmiany ustawowe w 2020
14 lutego 2020 weszła w życie tzw. ustawa dyscyplinująca sędziów (zwana też ustawą represyjną i ustawą kagańcową), czyli ustawa z dnia 20 grudnia 2019 r. o zmianie ustawy – Prawo o ustroju sądów powszechnych, ustawy o Sądzie Najwyższym oraz niektórych innych ustaw uchwalona przez Sejm głosami posłów partii Prawo i Sprawiedliwość i jej sojuszników. Projektodawcy tego aktu prawnego deklarowali, że jego celem jest „uporządkowanie zagadnień ustrojowych związanych ze statusem sędziego Sądu Najwyższego, sądów powszechnych, wojskowych oraz administracyjnych, a także organów samorządu sędziowskiego oraz organów sądów”. Jej przeciwnicy wskazują, że ustawa rażąco narusza Konstytucję RP. W opinii Naczelnej Rady Adwokackiej postanowienia ustawy „nie reformują wymiaru sprawiedliwości. Pod pozorem usprawnienia funkcjonowania sądów oraz rzekomego zapobiegania chaosowi i anarchii w wymiarze sprawiedliwości, naruszają konstytucyjną zasadę trójpodziału i równowagi władzy. Godzą w fundamenty demokratycznego państwa prawa i pogłębiają kryzys ustrojowy naszego państwa”. Wyliczone zagrożenia dotyczą także pozycji prawnej Sądu Najwyższego.
W wyroku z 5 czerwca 2023 TSUE orzekł, że:
- Powierzając Izbie Dyscyplinarnej Sądu Najwyższego (Polska), której niezawisłość i bezstronność nie są zagwarantowane, uprawnienia do orzekania w sprawach mających bezpośredni wpływ na status sędziów i asesorów sądowych i pełnienie przez nich urzędu, takich jak z jednej strony sprawy o zezwolenie na pociągnięcie do odpowiedzialności karnej lub zatrzymanie sędziów i asesorów sądowych oraz z drugiej strony sprawy z zakresu prawa pracy i ubezpieczeń społecznych dotyczące sędziów Sądu Najwyższego oraz sprawy z zakresu przeniesienia sędziego Sądu Najwyższego w stan spoczynku, Rzeczpospolita Polska uchybiła zobowiązaniom, które na niej ciążą na mocy art. 19 ust. 1 akapit drugi TUE.
- Przyjmując i utrzymując w mocy art. 107 § 1 pkt 2 i 3 ustawy z dnia 27 lipca 2001 r. – Prawo o ustroju sądów powszechnych, w brzmieniu nadanym ustawą z dnia 20 grudnia 2019 r. o zmianie ustawy – Prawo o ustroju sądów powszechnych, ustawy o Sądzie Najwyższym oraz niektórych innych ustaw i art. 72 § 1 pkt 1–3 ustawy z dnia 8 grudnia 2017 r. o Sądzie Najwyższym, w brzmieniu nadanym rzeczoną ustawą z dnia 20 grudnia 2019 r., pozwalające na zakwalifikowanie jako przewinienie dyscyplinarne badania spełnienia wymogów Unii Europejskiej dotyczących niezawisłego i bezstronnego sądu ustanowionego uprzednio na mocy ustawy, Rzeczpospolita Polska uchybiła zobowiązaniom, które na niej ciążą na mocy art. 19 ust. 1 akapit drugi TUE w związku z art. 47 Karty praw podstawowych Unii Europejskiej, jak również na mocy art. 267 TFUE.
- Przyjmując i utrzymując w mocy art. 42a §§ 1 i 2 oraz art. 55 § 4 ustawy – Prawo o ustroju sądów powszechnych, w brzmieniu nadanym wspomnianą ustawą z dnia 20 grudnia 2019 r., art. 26 § 3 i art. 29 §§ 2 i 3 ustawy o Sądzie Najwyższym, w brzmieniu nadanym wspomnianą ustawą z dnia 20 grudnia 2019 r., art. 5 §§ 1a i 1b ustawy z dnia 25 lipca 2002 r. – Prawo o ustroju sądów administracyjnych, w brzmieniu nadanym tą samą ustawą z dnia 20 grudnia 2019 r., jak również art. 8 tej ostatniej ustawy, uznających za niedopuszczalne dla wszystkich sądów krajowych badanie spełnienia wynikających z prawa Unii wymogów dotyczących zagwarantowania niezawisłego i bezstronnego sądu ustanowionego uprzednio na mocy ustawy, Rzeczpospolita Polska uchybiła zobowiązaniom, które na niej ciążą na mocy art. 19 ust. 1 akapit drugi TUE w związku z art. 47 karty praw podstawowych, jak również na mocy zasady pierwszeństwa prawa Unii.
- Przyjmując i utrzymując w mocy art. 26 §§ 2 i 4–6 i art. 82 §§ 2–5 ustawy o Sądzie Najwyższym, w brzmieniu nadanym wspomnianą wcześniej ustawą z dnia 20 grudnia 2019 r., jak również art. 10 tej ostatniej ustawy, przekazujące do wyłącznej właściwości Izbie Kontroli Nadzwyczajnej i Spraw Publicznych Sądu Najwyższego (Polska) rozpoznawanie zarzutów i zagadnień prawnych dotyczących braku niezależności sądu lub braku niezawisłości sędziego, Rzeczpospolita Polska uchybiła zobowiązaniom, które na niej ciążą na mocy art. 19 ust. 1 akapit drugi TUE w związku z art. 47 karty praw podstawowych, jak również na mocy art. 267 TFUE i zasady pierwszeństwa prawa Unii.
- Przyjmując i utrzymując w mocy art. 88a ustawy – Prawo o ustroju sądów powszechnych, w brzmieniu nadanym wspomnianą wcześniej ustawą z dnia 20 grudnia 2019 r., art. 45 § 3 ustawy o Sądzie Najwyższym, w brzmieniu nadanym wspomnianą wcześniej ustawą z dnia 20 grudnia 2019 r. i art. 8 § 2 ustawy – Prawo o ustroju sądów administracyjnych, w brzmieniu nadanym tą samą ustawą z dnia 20 grudnia 2019 r., Rzeczpospolita Polska uchybiła prawu do poszanowania życia prywatnego i prawu do ochrony danych osobowych zagwarantowanym w art. 7 i art. 8 ust. 1 karty praw podstawowych oraz w art. 6 ust. 1 akapit pierwszy lit. c) i e), art. 6 ust. 3 i art. 9 ust. 1 rozporządzenia Parlamentu Europejskiego i Rady (UE) 2016/679 z dnia 27 kwietnia 2016 r. w sprawie ochrony osób fizycznych w związku z przetwarzaniem danych osobowych i w sprawie swobodnego przepływu takich danych oraz uchylenia dyrektywy 95/46/WE (ogólnego rozporządzenia o ochronie danych)[138].

## Zmiany ustawowe w 2022
26 maja 2022 Sejm Rzeczypospolitej Polskiej uchwalił ustawę o zmianie ustawy o Sądzie Najwyższym oraz niektórych innych ustaw. Ustawa wprowadziła test niezawisłości i bezstronności sędziów, zlikwidowała Izbę Dyscyplinarną i utworzyła Izbę Odpowiedzialności Zawodowej – tworzoną poprzez losowanie 33 sędziów przez Kolegium Sądu Najwyższego, z których prezydent ma wyznaczyć 11 sędziów izby. Wprowadzenie tego aktu było poprzedzone wieloma dyskusjami, a tekst projektu ustawy się wielokrotnie zmieniał, w szczególności w wyniku dyskusji pomiędzy Prawem i Sprawiedliwością, Solidarną Polską a Kancelarią Prezydenta. Opozycja twierdziła, że ustawa nie wypełnia założeń związanych z ochroną niezawisłości sędziów i ich niezależności i tym samym nie wypełnia żądań Unii Europejskiej. Rzecznik rządu Piotr Müller stwierdził, że ustawa uchwalona przez Sejm spełnia „kamienie milowe”, wynegocjowane pomiędzy rządem a Komisją Europejską. W piśmie do Senatu RPO ocenił, że nowelizacja stanowi krok w dobrym kierunku, jednak nadal nie rozwiązuje wielu problemów polskiego sądownictwa, m.in. nie wykonuje wyroków TSUE i ETPC. Rzecznik pochwalił zastąpienie uprzywilejowanej Izby Dyscyplinarnej równą innym izbom SN Izbą Odpowiedzialności Zawodowej. Skrytykował zaś pozostawienie wadliwej procedury powoływania sędziów na wniosek KRS ukształtowanej ustawą z 8 grudnia 2017, brak rozstrzygnięcia w przedmiocie statusu ok. 2 tys. sędziów i asesorów powołanych po 6 marca 2018 z inicjatywy nowej KRS, która według orzecznictwa nie daje gwarancji niezależności od władzy ustawodawczej i wykonawczej.
Sędzia Sądu Najwyższego Barbara Skoczkowska wydała 7 lutego 2024 postanowienie, zgodnie z którym następujące elementy przesadzają o tym, że Izba Odpowiedzialności Zawodowej jest organem wadliwym strukturalnie i ustrojowo (nie jest niezależnym i niezawisłym sądem):
- wybór sędziów orzekających w IOZ przez prezydenta za zgodą premiera
- brak kryteriów tego wyboru
- brak przedstawienia uzasadnienia wyboru przez prezydenta
- nieprawidłowe powołanie na sędziego Sądu Najwyższego z udziałem wadliwie utworzonej Krajowej Rady Sądownictwa większości sędziów IOZ
- brak możliwości rezygnacji sędziego z orzekania w IOZ
- brak możliwości doboru składów sędziowskich z sędziów SN spoza IOZ
- wąski, wrażliwy i represyjny charakter spraw
- realne ryzyko braku możliwości zagwarantowania stronom postępowania dwuinstancyjnego przed sądem niezłożonym z wadliwie powołanych sędziów SN[146].